# Faïence de Sarreguemines

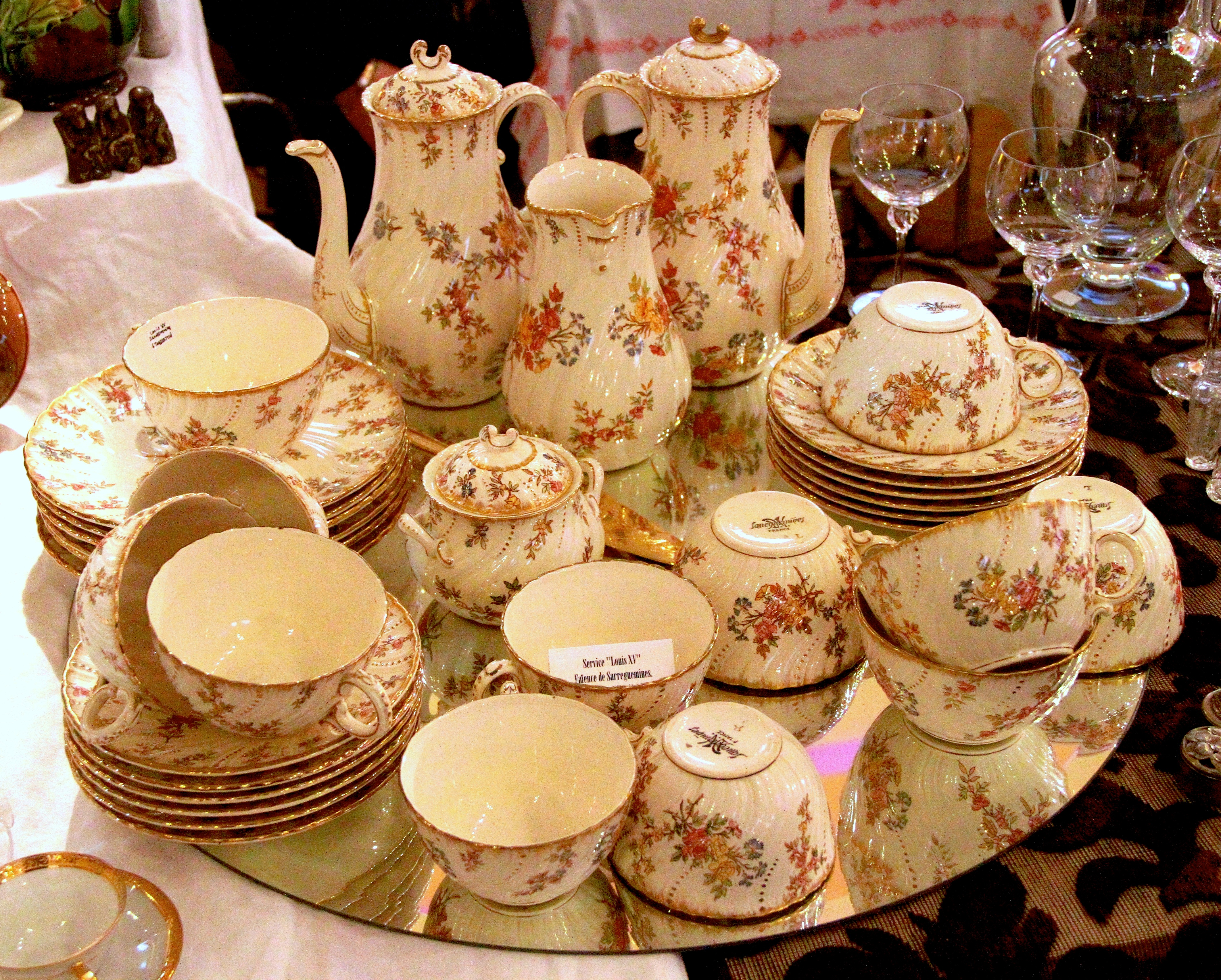
Faïences de Sarreguemines, services à thé et café « Louis XV », XIX.

La faïence de Sarreguemines est une production céramique qui s'est développée de 1790 à 2007 dans la ville française de Sarreguemines.

## Historique

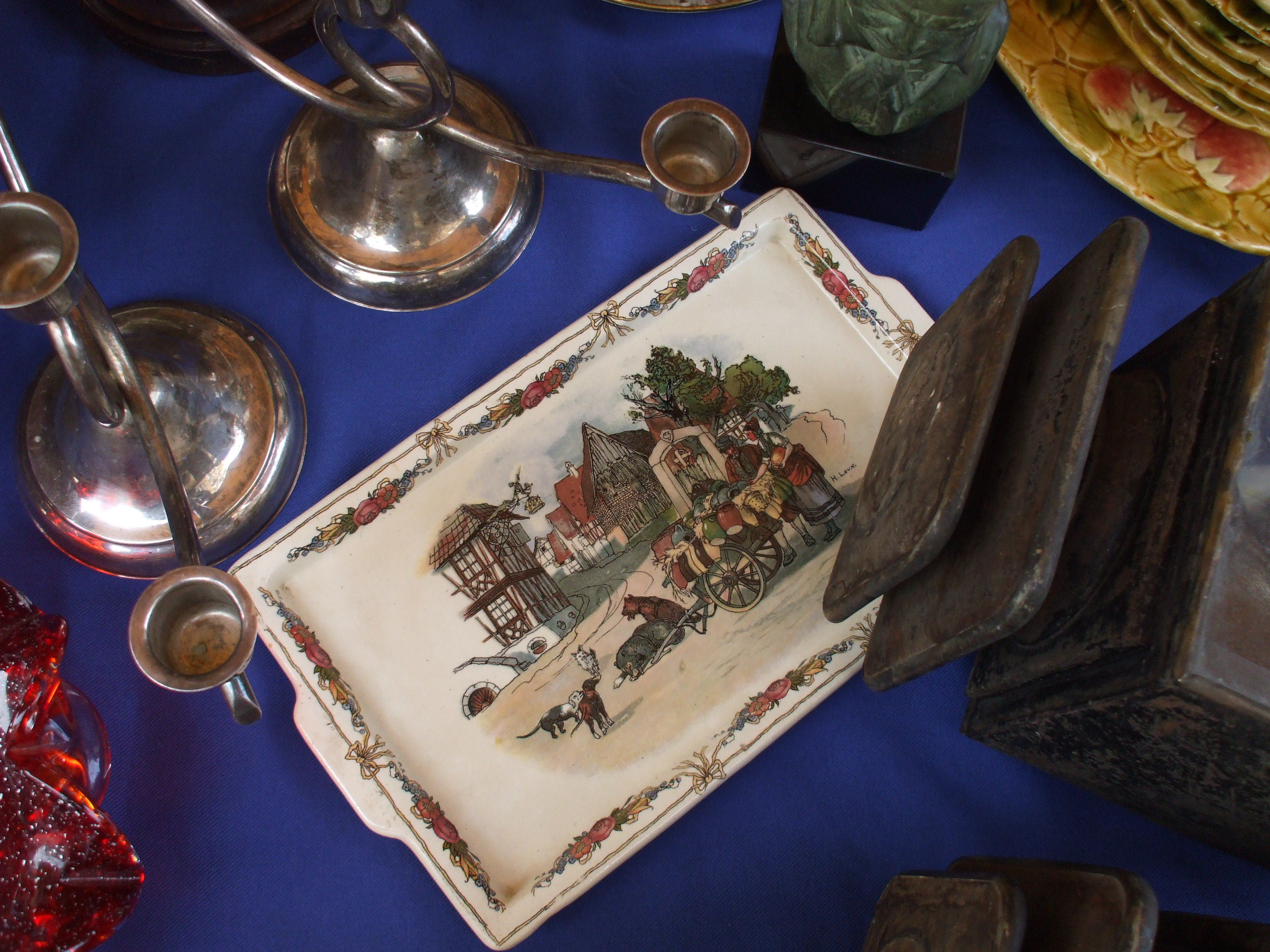
Faïence de Sarreguemines modèle « Obernai » décoré par Henri Loux, XIXe siècle.

En deux siècles, la petite industrie familiale née à la Révolution a fait du chemin. De nombreux amateurs de ces pièces gaies et colorées sont disséminés un peu partout dans le monde. Paul Utzschneider, puis son gendre Alexandre de Geiger et le fils de ce dernier, Paul de Geiger, véritables hommes-orchestre, ont propulsé la petite ville au tout premier rang de l’industrie faïencière : dès le XIXe siècle, Sarreguemines propose dans le monde entier une vaste collection de faïences, vases, cache-pot, fresques murales, cheminées etc.

### Origines
L’activité débute en 1790. Nicolas-Henri Jacobi et deux autres associés installent la première manufacture. Toutefois, la conjoncture n’est guère favorable. Jacobi achète alors un moulin à huile qu’il transforme en moulin de cailloutage situé en bord de rivière, mais sa bonne volonté ne suffit pas : les difficultés d’approvisionnement en matières premières, l’hostilité et la méfiance des habitants, la concurrence des manufactures anglaises et françaises et les troubles de la Révolution poussent Jacobi à céder la place.

### Le siècle de l'expansion

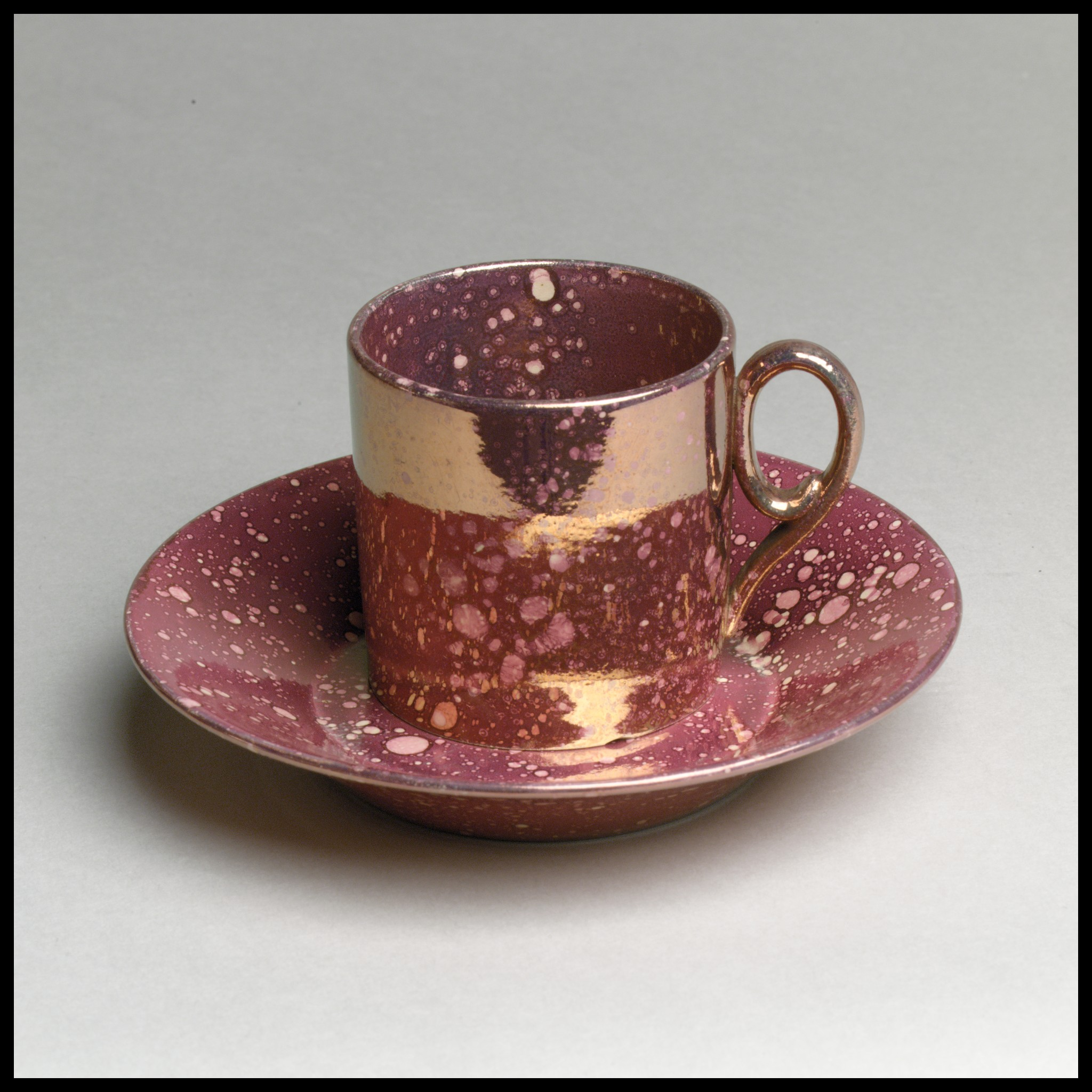
Tasse et soucoupe à café (1810), Metropolitan Museum de New York.

#### Paul Utzschneider et le début de l’expansion
Ce jeune Bavarois dynamique reprend la manufacture en 1800 et la redresse rapidement. Napoléon Ier devient un de ses meilleurs clients et lui passe plusieurs commandes. Le jeune homme, inventif, introduit de nouvelles techniques de décoration. L’expansion est telle qu’il doit ouvrir de nouveaux ateliers. Il fait ainsi l’acquisition de plusieurs moulins. Les protestations suscitées par les déforestations l’amènent à l’utilisation de la houille en substitution du bois, mais il faut attendre 1830 pour que soient construits les premiers fours à houille.

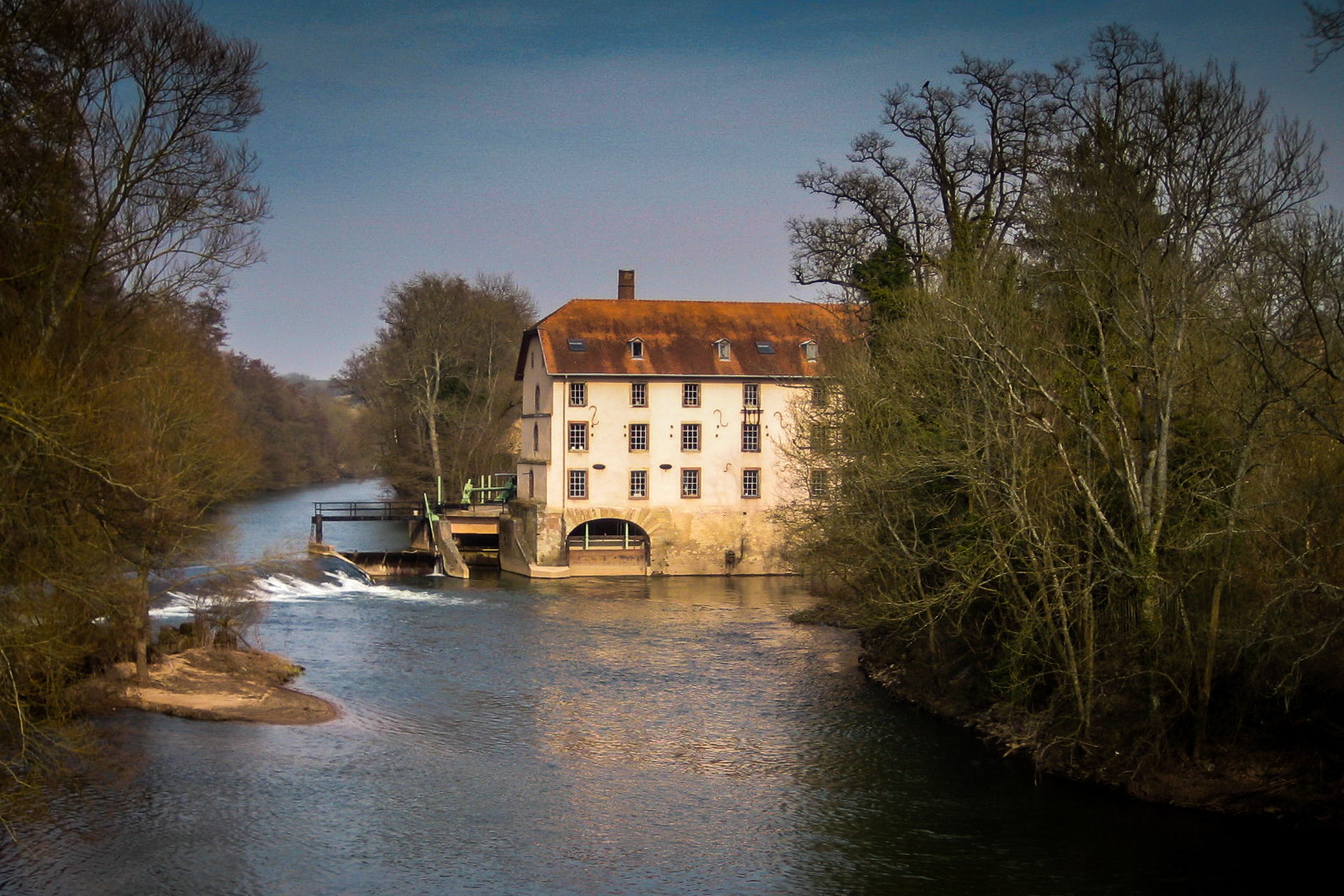
Le moulin de la Blies.

#### Le temps de l’industrialisation
En 1836, Utzschneider confie la direction de la manufacture à son gendre, Alexandre de Geiger. Ce dernier fait édifier de nouvelles constructions en respectant l’harmonie du paysage. Le Moulin de la Blies est édifié en 1841 dans cet esprit. En 1838, Alexandre de Geiger s’était rapproché de Villeroy & Boch. Cet accord a contribué à la croissance de l’activité. La révolution industrielle bat son plein, une architecture nouvelle apparaît, avec l’apparition de toits en sheds et de hautes cheminées à section ronde évitant la retombée des fumées sur les habitations voisines. Les nouvelles usines construites en 1853 et 1860 fonctionnent ainsi uniquement à la vapeur. Dans les ateliers, la modernisation porte essentiellement sur les énergies nécessaires aux machines.

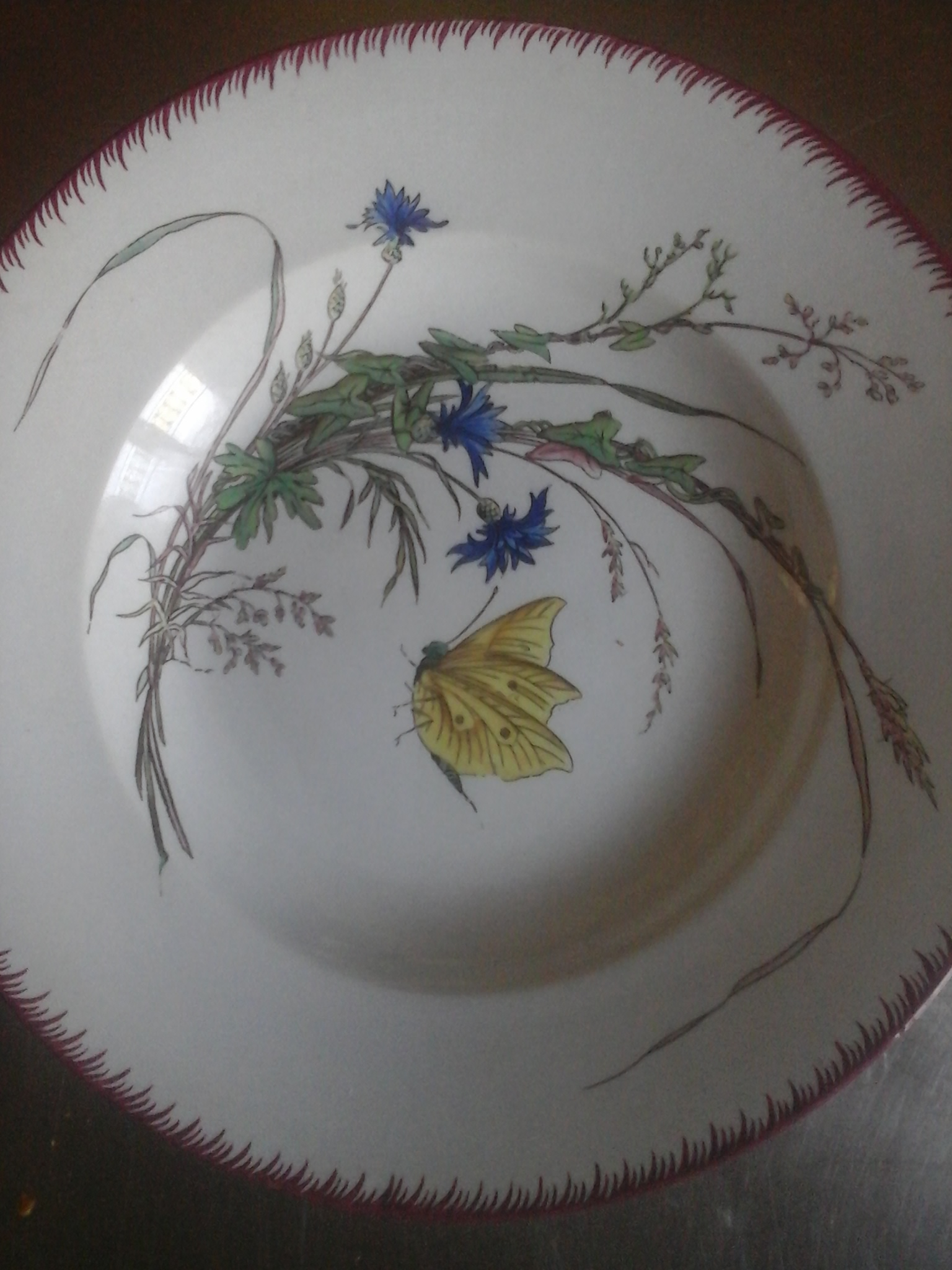
Assiette modèle Papillon (1875).
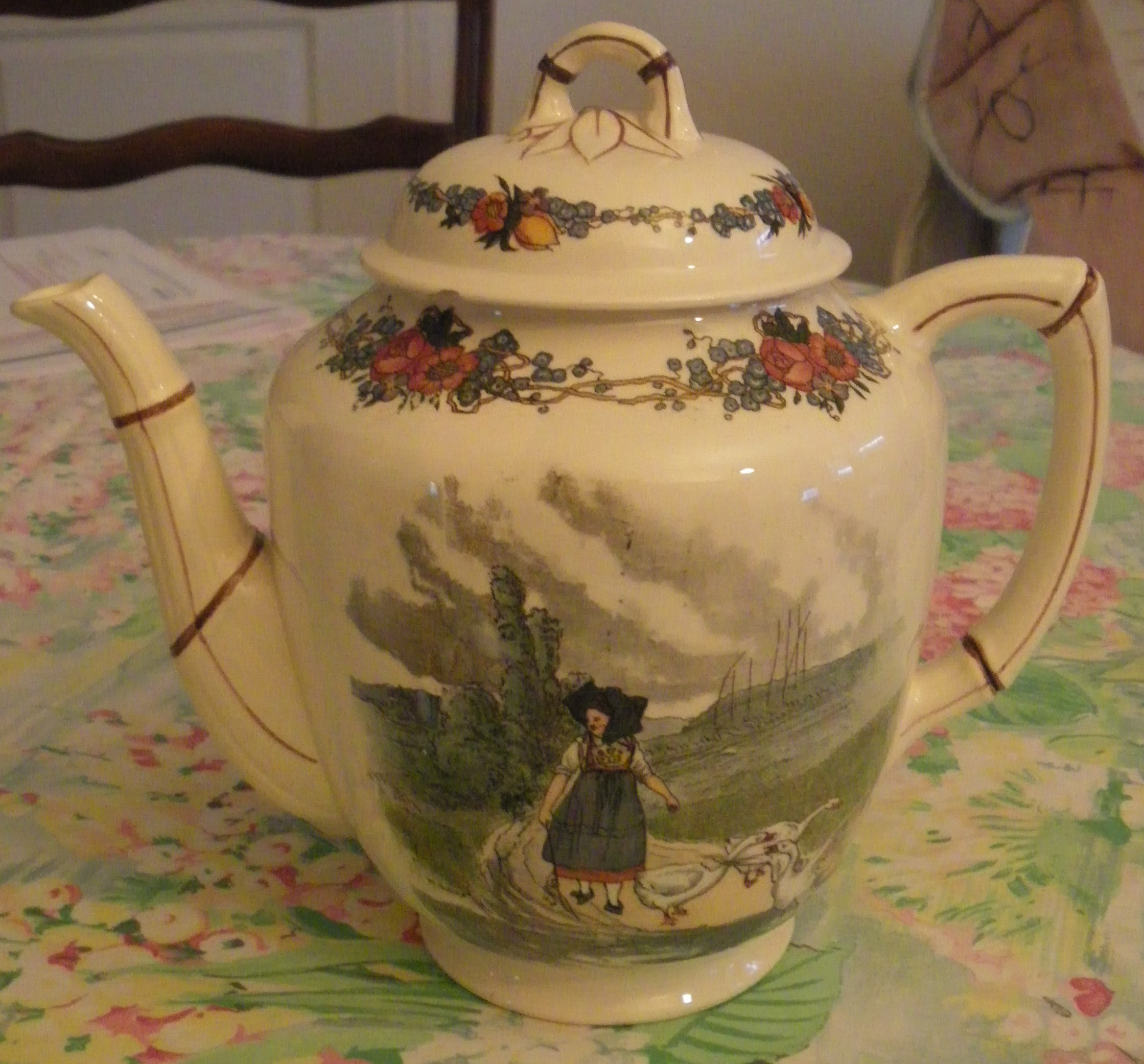
Cafetière modèle Obernai début XXe siècle.

#### La consolidation et le changement de siècle

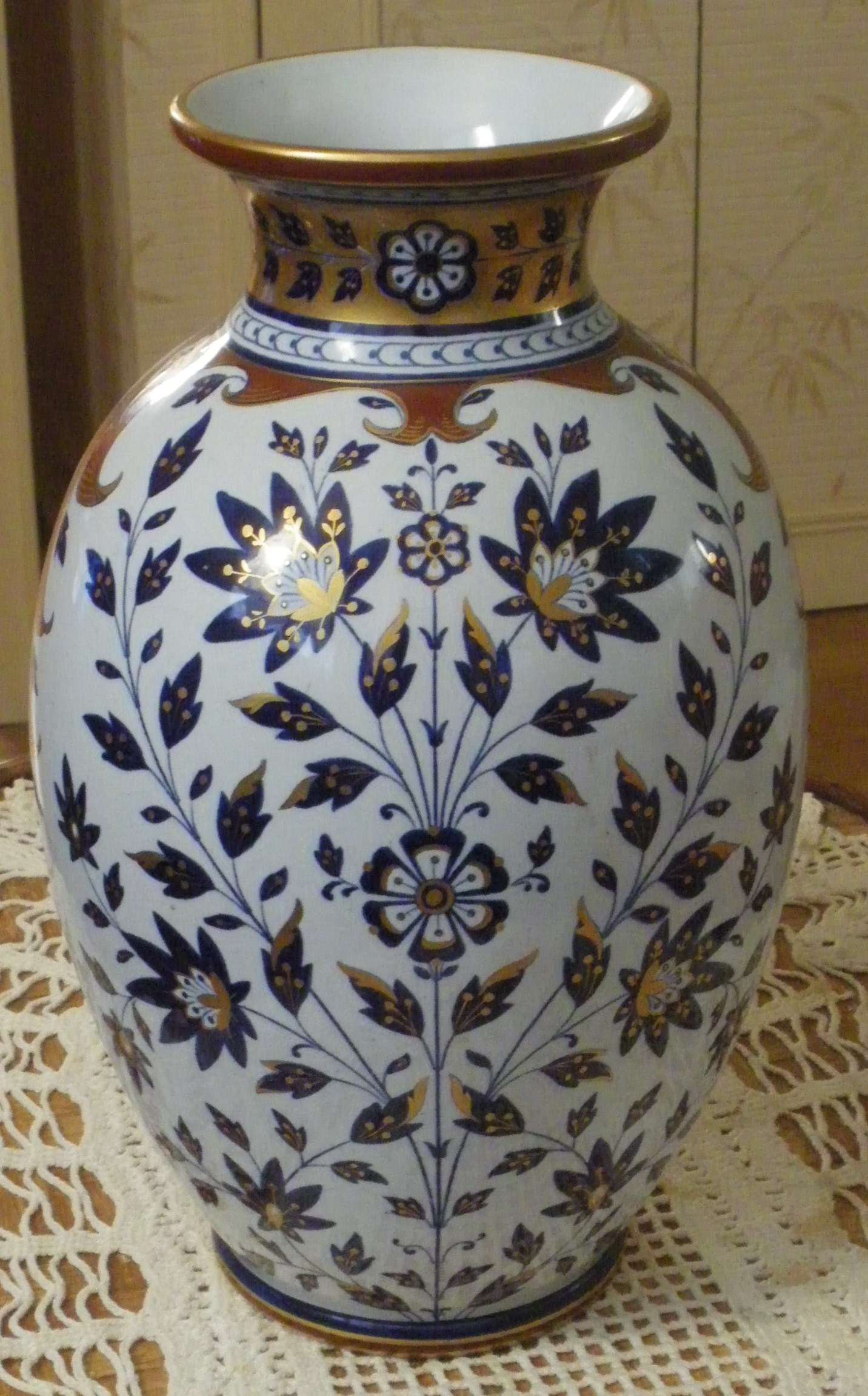
Vase en faïence de Sarreguemines, XIXe siècle.

En 1871, à la suite de l'annexion de la Moselle à l’Allemagne, Alexandre de Geiger quitte Sarreguemines et se retire à Paris. Son fils Paul assure alors la direction. Deux nouvelles usines sont construites à Digoin et à Vitry-le-François. Sa fille Elisa (1846-1926) épouse Hippolyte Boulenger (1836-1892) des faïenceries de Choisy-le-Roi.
Paul de Geiger meurt en 1913, année où Utzschneider & Cie est scindée en deux sociétés, l’une gérant l’établissement de Sarreguemines, l’autre les usines françaises. À l'époque « allemande », l'usine emploie jusqu'à 3 200 personnes.

Pendant la Première Guerre mondiale, Sarreguemines produit les célèbres faïences patriotiques de l'artiste française Madeleine Zillhardt, dont l'œuvre Fluctuat nec mergitur (Paris bombardé, jurons de ne pas oublier) est aujourd'hui exposée au Musée de l'Air et de l'Espace pour commémorer la Grande Guerre.
En 1919, après la Première Guerre mondiale, l’unité se reconstitue sous le nom de Sarreguemines-Digoin-Vitry-le-François et est administrée par la famille Cazal.
Durant la Seconde Guerre mondiale, la faïencerie est mise sous séquestre et sa gestion confiée de 1942 à 1945 à Villeroy & Boch.

### Déclin

#### Les années Lunéville
En 1978, à la suite d'une OPA, la manufacture est rachetée par le groupe Lunéville-Badonviller-Saint-Clément. C’est le tournant décisif de l’histoire de la faïence à Sarreguemines. La nouvelle direction abandonne la conception de vaisselle dès 1979 et oriente le site mosellan vers la fabrication de carrelage, murs et sols. Le site du moulin de la Blies est abandonné. En 1982, la faïencerie prend le nom de Sarreguemines Bâtiment.

#### La fin
En 2002, à la suite d'un plan de reprise de 19 salariés et cadres devenus actionnaires, l’entreprise prend le nom de Céramiques de Sarreguemines. Il reste 130 ouvriers qui essayent de maintenir l’outil de production.
En 2005, l’entreprise est placée en liquidation judiciaire. La production continue avec une soixantaine d’ouvriers.
Le 9 janvier 2007, le tribunal ordonne la liquidation et la fin de l’activité au 1er février 2007. La faïencerie de Sarreguemines n’existe plus.
La manufacture de Lunéville-Saint-Clément continue de produire certains modèles qui en avaient fait la renommée dont le célèbre service « Obernai » décoré par Henri Loux.